# Mattia Antonioli
Mattia Antonioli (* 27. August 1996 in Lecco) ist ein italienischer Shorttracker.

## Werdegang
Antonioli, der für de C.S.Esercito startet, trat international erstmals bei den Juniorenweltmeisterschaften 2013 in Warschau in Erscheinung und errang dort den siebten Platz mit der Staffel. Bei den Juniorenweltmeisterschaften 2015 in Osaka belegte er den 38. Platz im Mehrkampf und den 14. Rang mit der Staffel. Sein Debüt im Shorttrack-Weltcup hatte er im November 2016 in Calgary. Dabei kam er auf den 33. und 32. Platz über 500 m. In der Saison 2018/19 erreichte er in Turin mit dem dritten Platz mit der Staffel seine erste Podestplatzierung im Weltcup. Bei den Europameisterschaften 2019 in Dordrecht lief er auf den 15. Platz im Mehrkampf und auf den fünften Rang mit der Staffel und bei den Weltmeisterschaften 2019 in Sofia auf den achten Platz mit der Staffel. In den folgenden Jahren holte er bei den Europameisterschaften 2020 in Debrecen die Bronzemedaille und bei den Europameisterschaften 2023 in Danzig die Silbermedaille mit der Staffel. Zudem kam er dort auf den 15. Platz über 500 m und bei den Europameisterschaften 2024 auf den achten Platz über 1000 m sowie auf den siebten Rang mit der Staffel. In der Saison 2024/25 wurde er in Montreal Dritter mit der Staffel und holte in Mailand mit der Staffel seinen ersten Weltcupsieg.

## Erfolge

### Weltmeisterschaften
- 2019 Sofia: 8. Platz Staffel

### Europameisterschaften
- 2019 Dordrecht: 5. Platz Staffel, 11. Platz 1000 m, 12. Platz 1500 m, 15. Platz Mehrkampf, 16. Platz 1500 m
- 2020 Debrecen: 3. Platz Staffel
- 2023 Danzig: 2. Platz Staffel, 15. Platz 500 m
- 2024 Danzig: 7. Platz Staffel, 8. Platz 1000 m

### Weltcupsiege im Team
| Nr. | Datum            | Ort       |
| --- | ---------------- | --------- |
| 1.  | 16. Februar 2025 | Mailand 1 |

## Persönliche Bestzeiten
- 500 m      40,835 s (aufgestellt am 9. Februar 2020 in Dresden)
- 1000 m    1:23,604 min. (aufgestellt am 1. November 2019 in Salt Lake City)
- 1500 m    2:14,064 min. (aufgestellt am 10. Dezember 2022 in Almaty)
- 3000 m    4:47,267 min. (aufgestellt am 21. Oktober 2018 in Bormio)